# Raków (powiat polkowicki)
Raków – wieś w Polsce, położona w województwie dolnośląskim, w powiecie polkowickim, w gminie Chocianów.
| SIMC    | Nazwa | Rodzaj  |
| ------- | ----- | ------- |
| 0363228 | Raków | kolonia |

W latach 1975–1998 miejscowość należała administracyjnie do województwa legnickiego.